# Rudolf Gunderloch
Rudolf Gunderloch (* 14. Oktober 1885 in Freiburg im Breisgau; † 25. Juni 1962 in Wiesbaden) war ein deutscher Sanitätsoffizier.

## Leben
Als Sohn des Ingenieurs Julius Gunderloch war Gunderloch vom 29. März 1905 bis zum 28. Februar 1910 Angehöriger der Kaiser-Wilhelms-Akademie für das militärärztliche Bildungswesen. 1905 wurde er Mitglied des Pépinière-Corps Franconia. Als Unterarzt diente er beim  2. Nassauischen Infanterie-Regiment Nr. 88. Zur Dienstleistung wurde er an die Charité kommandiert. 
In der Reichswehr war er Generaloberarzt und Kommandeur eines Sanitätsbataillons. Als Oberstarzt war er ab 1. Mai 1934 Kommandeur der neu aufgelegten  Militärärztlichen Akademie. Am 1. März 1937 wurde er zum Generalarzt befördert. Mit ihrer Aufstellung  am 25. August 1939 kam er als Armeearzt zur 5. Armee (Wehrmacht). Als nach dem Überfall auf Polen im Oktober 1939 aus ihr die 18. Armee hervorging, war Gunderloch vom 5. November 1939 bis zum 10. September 1942 ihr Armeearzt, seit 1. Januar 1941 als Generalstabsarzt. Anschließend war er bis zum 5. Februar 1943 bei der Heeresgruppe Nord. Nach zwei Monaten in der Führerreserve vom Oberkommando des Heeres kam er am 1. April 1943 zum  Stellvertretenden Generalkommando des XII. Armeekorps / Wehrkreis XII. Ab 1. September 1944 wieder in der Führerreserve des OKH, wurde er am 30. November 1944  verabschiedet.